# Мале Цихе
Мале Цихе (пол. Małe Ciche) — село в Польщі, у гміні Поронін Татранського повіту Малопольського воєводства.
Населення — 485 осіб (2011).
У 1975-1998 роках село належало до Новосондецького воєводства.

## Демографія
Демографічна структура станом на 31 березня 2011 року:
|          | Загалом | Допрацездатний вік | Працездатний вік | Постпрацездатний вік |
| -------- | ------- | ------------------ | ---------------- | -------------------- |
| Чоловіки | 241     | 59                 | 157              | 25                   |
| Жінки    | 244     | 61                 | 148              | 35                   |
| Разом    | 485     | 120                | 305              | 60                   |